# نبرد بوین
نبرد بوین (به انگلیسی: Battle of the Boyne) نام نبردی بر سر تاج و تخت انگلستان بود که در سال ۱۶۹۰ بین نیروهای شاه ویلیام سوم و جکوبایت‌های حامی شاه مخلوع جیمز دوم در نزدیکی رود بوین در ایرلند درگرفت و به پیروزی پروتستانهای تحت فرمان ویلیام بر نیروهای کاتولیک مذهب ایرلندی و فرانسوی جیمز دوم در ۱۲ ژوئیهٔ همان سال انجامید. این رویداد هر ساله در دوازدهم ژوئیه توسط پروتستان‌های ایرلند شمالی جشن گرفته می‌شود.